# Österreichische Draukraftwerke
Die Österreichische Draukraftwerke AG (ÖDK) bzw. Draukraft ist eine ehemalige Energiewirtschaftsgesellschaft, die 1947 in Klagenfurt gegründet wurde und bis 2000 bestand. Obgleich die Kraftwerke an der Drau für die Gesellschaft namensgebend waren, wurden nicht alle Kärntner Draukraftwerke von der ÖDK betrieben, und es war auch nur ein Teil ihrer Kraftwerke Wasserkraftwerke an der Drau.

## Unternehmensgeschichte
Nach dem Zweiten Weltkrieg gingen mit dem 2. Verstaatlichungsgesetz vom 26. März 1947 ein Großteil der österreichischen Elektrizitätswerke in den Besitz der Länder über, einige Großkraftwerke wurden hingegen Sondergesellschaften unterstellt, an denen der Bund die Mehrheit hielt. Aufgaben der Gesellschaften waren die Ermittlung des Energiebedarfs, Bau und Betrieb von Kraftwerken sowie Installation und Instandhaltung des überregionalen Hochspannungsnetzes.

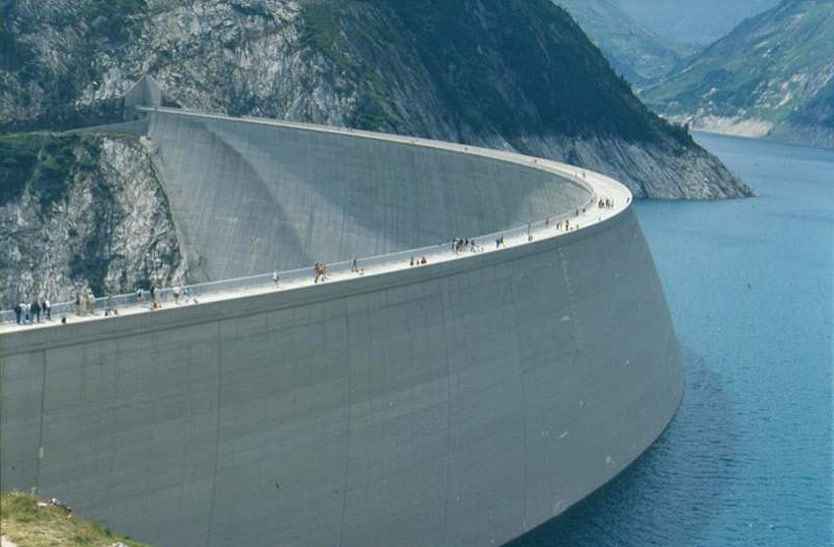
Speicher Kölnbrein der Maltakraftwerke

Eine dieser Sondergesellschaften, die Österreichische Draukraftwerke AG, übernahm anfangs die erst kurz zuvor in den Kriegsjahren fertiggestellten Wasserkraftwerke Schwabegg und Lavamünd sowie das Dampfkraftwerk Voitsberg. Später betrieb das Unternehmen auf einer Strecke von 150 Kilometern zehn Laufkraftwerke an der Drau, zwei Speicherkraftwerke mit insgesamt 14 Speicherkraftwerksgruppen sowie zwei Dampfkraftwerke in St. Andrä und Zeltweg. Die Gesamtleistung war mit 2,2 GW die höchste aller Energieversorgungsunternehmen in Österreich. Anteilig erzeugten ihre Laufkraftwerke etwa 50 %, die Speicherkraftwerke 38 % und die thermischen Kraftwerke rund 12 % der Energie.
1988 übernahm infolge einer Novelle des 2. Verstaatlichungsgesetzes die im Besitz der Republik Österreich befindliche Österreichische Elektrizitätswirtschafts-AG (jetzt Verbund AG) 51 % der Anteile an der ÖDK, zu 49 % beteiligte sich die KELAG an dem Unternehmen. Am 13. September 2000 wurde die Österreichische Draukraftwerke AG rückwirkend zum 1. Jänner 2000 in das 1999 neu gegründete Tochterunternehmen VERBUND Hydro Power AG eingegliedert. Die thermischen Kraftwerke wurden fortan von der VERBUND Thermal Power GmbH & Co KG betrieben.

## Kraftwerke der ehemaligen Draukraft
| Name bzw. Standort     | Typ               | Nennleistung (MW) | Regelarbeit (Mio. kWh/Jahr) | Baubeginn | Inbetriebnahme | Bemerkungen |
| ---------------------- | ----------------- | ----------------- | --------------------------- | --------- | -------------- | --- |
| Annabrücke             | Laufkraftwerk     | 90,0              | 390,0                       | 1976      | 1981           | |
| Edling                 | Laufkraftwerk     | 87,0              | 407,0                       | 1959      | 1962           | |
| Feistritz/Ludmannsdorf | Laufkraftwerk     | 88,0              | 354,0                       | 1965      | 1968           | |
| Ferlach/Maria Rain     | Laufkraftwerk     | 75,0              | 318,0                       | 1971      | 1975           | |
| Kellerberg             | Laufkraftwerk     | 24,6              | 96,0                        | 1982      | 1985           | |
| Lavamünd               | Laufkraftwerk     | 28,0              | 156,0                       | 1942      | 1949           | |
| Maltakraftwerke        | Speicherkraftwerk | 76,0              | 120,0                       | 1971      | 1977           | Oberstufe (Malta); Ausbau 1989–1992; größter Stausee Österreichs |
| Maltakraftwerke        | Speicherkraftwerk | 730,0             | 715,0                       | 1971      | 1979           | Hauptstufe (Reißeck); leistungsstärkstes Wasserkraftwerk Österreichs |
| Maltakraftwerke        | Laufkraftwerk     | 41,0              | 120,0                       | 1971      | 1979           | Unterstufe (Möllbrücke) |
| Paternion              | Laufkraftwerk     | 23,5              | 95,0                        | 1985      | 1988           | |
| Reißeck-Kreuzeck       | Speicherkraftwerk | 67,5              | 73,0                        |           | 1961           | Reißeck Jahresspeicher, ehemals größte Fallhöhe der Welt (1.773 Meter) |
| Reißeck-Kreuzeck       | Speicherkraftwerk | 23,2              | 62,0                        |           |                | Reißeck Tagesspeicher |
| Reißeck-Kreuzeck       | Speicherkraftwerk | 45,0              | 163,0                       |           |                | Kreuzeck Tagesspeicher |
| Reißeck-Kreuzeck       | Laufkraftwerk     | 1,6               | 7,0                         |           |                | Niklai |
| Reißeck-Kreuzeck       | Laufkraftwerk     | 0,6               | 2,2                         |           |                | Mühldorf |
| Reißeck-Kreuzeck       | Laufkraftwerk     | 0,2               | 0,6                         |           |                | Steinfeld |
| Rosegg/St. Jakob       | Laufkraftwerk     | 80,0              | 338,0                       | 1970      | 1974           | |
| St. Andrä/L.           | Thermisch         | 124,0             |                             | 1949      | 1952           | St. Ändrä 1 mit 3 × 20 MW + 1 Hausturbine 7,5 MW 1949-52, St. Ändrä 2 mit 110 MW 1958-59, 1986 Leistungssteigerung auf 124 MW, dabei Stilllegung St. Ändrä 1. Bis 1968 Verfeuerung der im Lavanttal gewonnenen Braunkohle, dann Braunkohle aus der Weststeiermark und dem ehemaligen Jugoslawien. |
| Schwabegg              | Laufkraftwerk     | 79,0              | 378,0                       | 1939      | 1943           | |
| Villach                | Laufkraftwerk     | 24,6              | 100,0                       | 1981      | 1984           | |
| Voitsberg 3            | Thermisch         | 330,0             |                             |           | 1983           | Die Kraftwerksblöcke Voitsberg 1 und Voitsberg 2 wurden 1953 bzw. 1956 in Betrieb genommen und 1983 bzw. 1985 stillgelegt. |
| Zeltweg                | Thermisch         | 137,0             |                             | 1959      | 1962           | Für die Verfeuerung der in Fohnsdorf geförderten Braunkohle errichtet, 1982 für Steinkohle umgebaut. |

## Bildergalerie

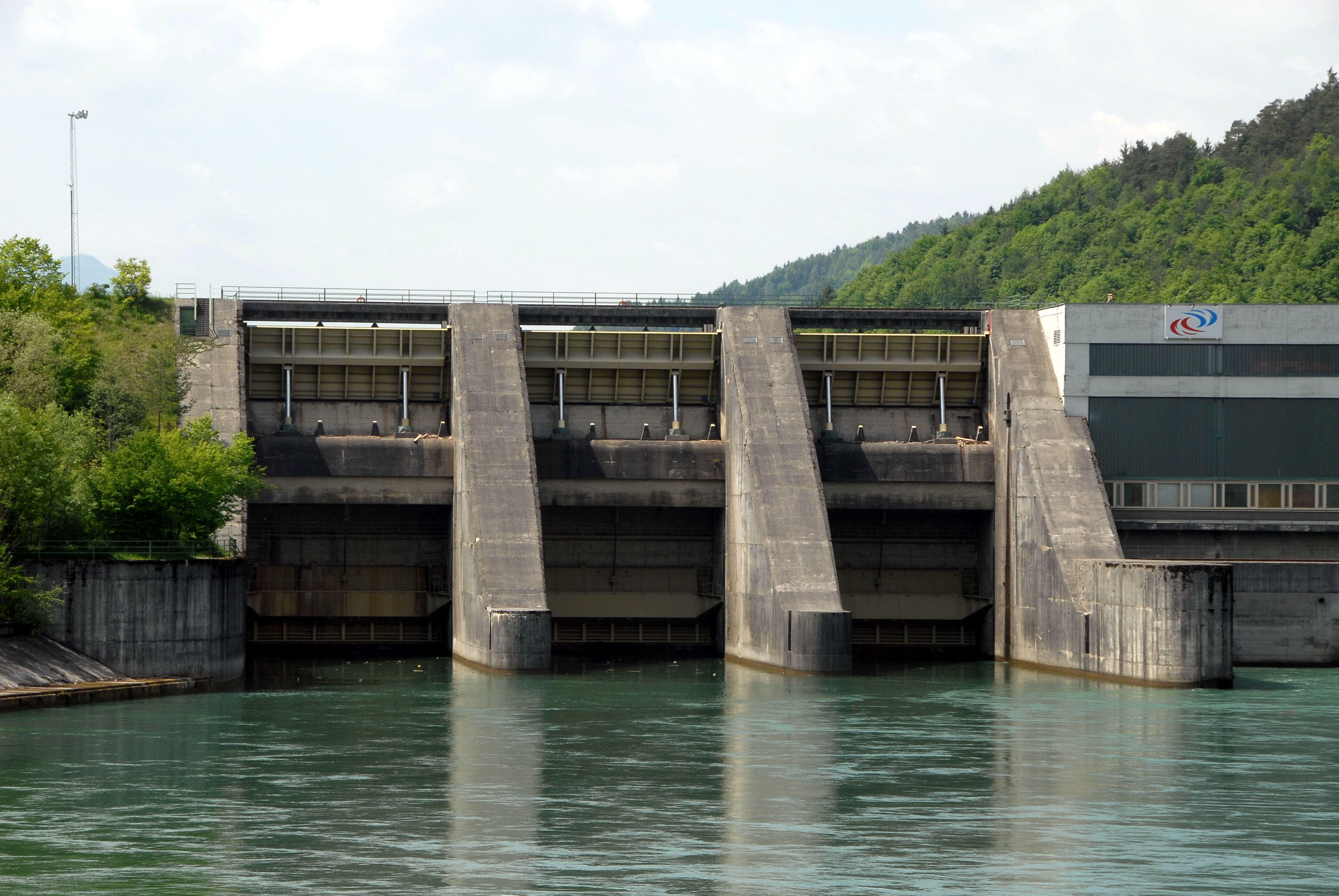
Laufkraftwerk bei Feistritz
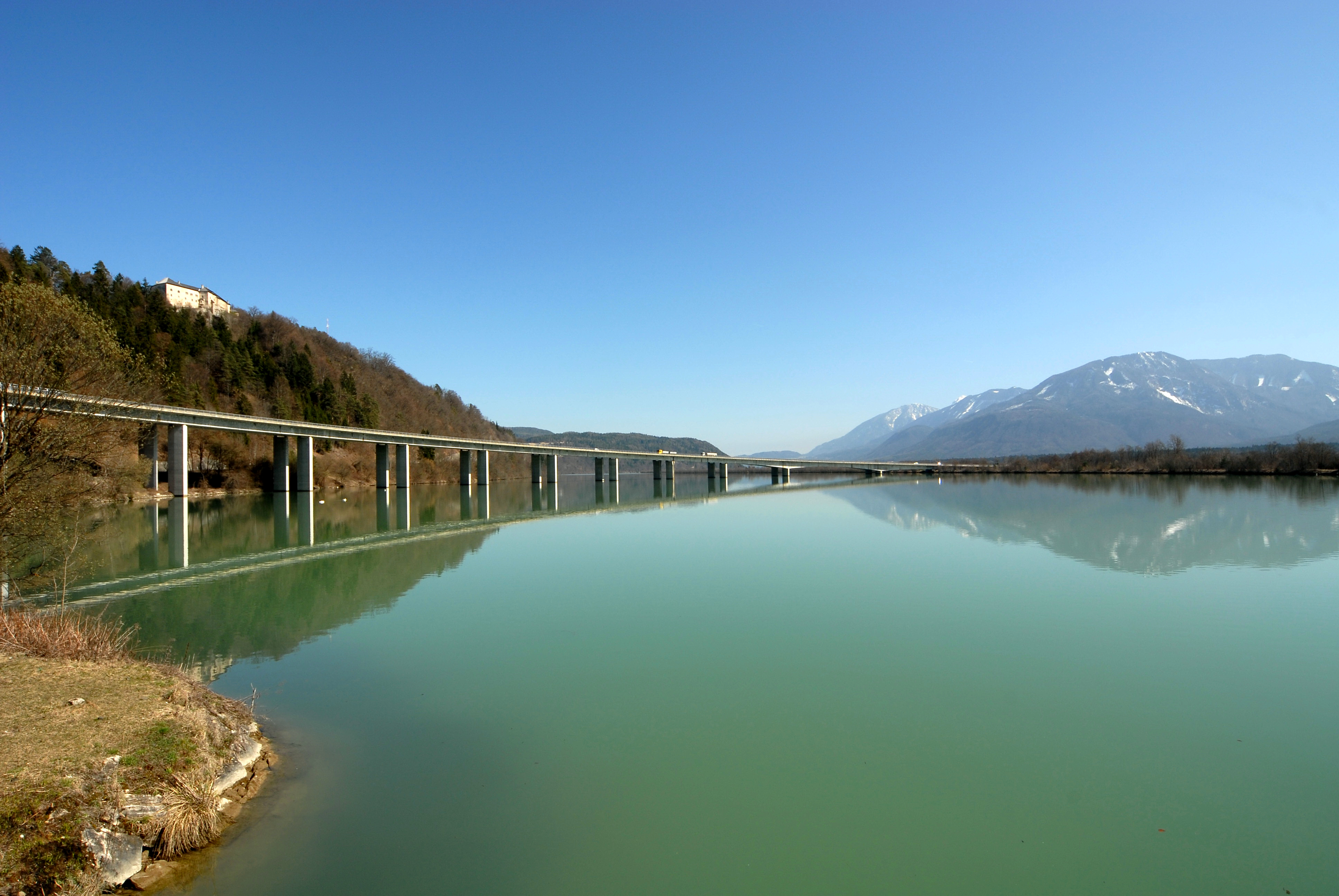
Ferlacher Stausee mit Brücke der Loiblpass Straße B91 und der Hollenburg
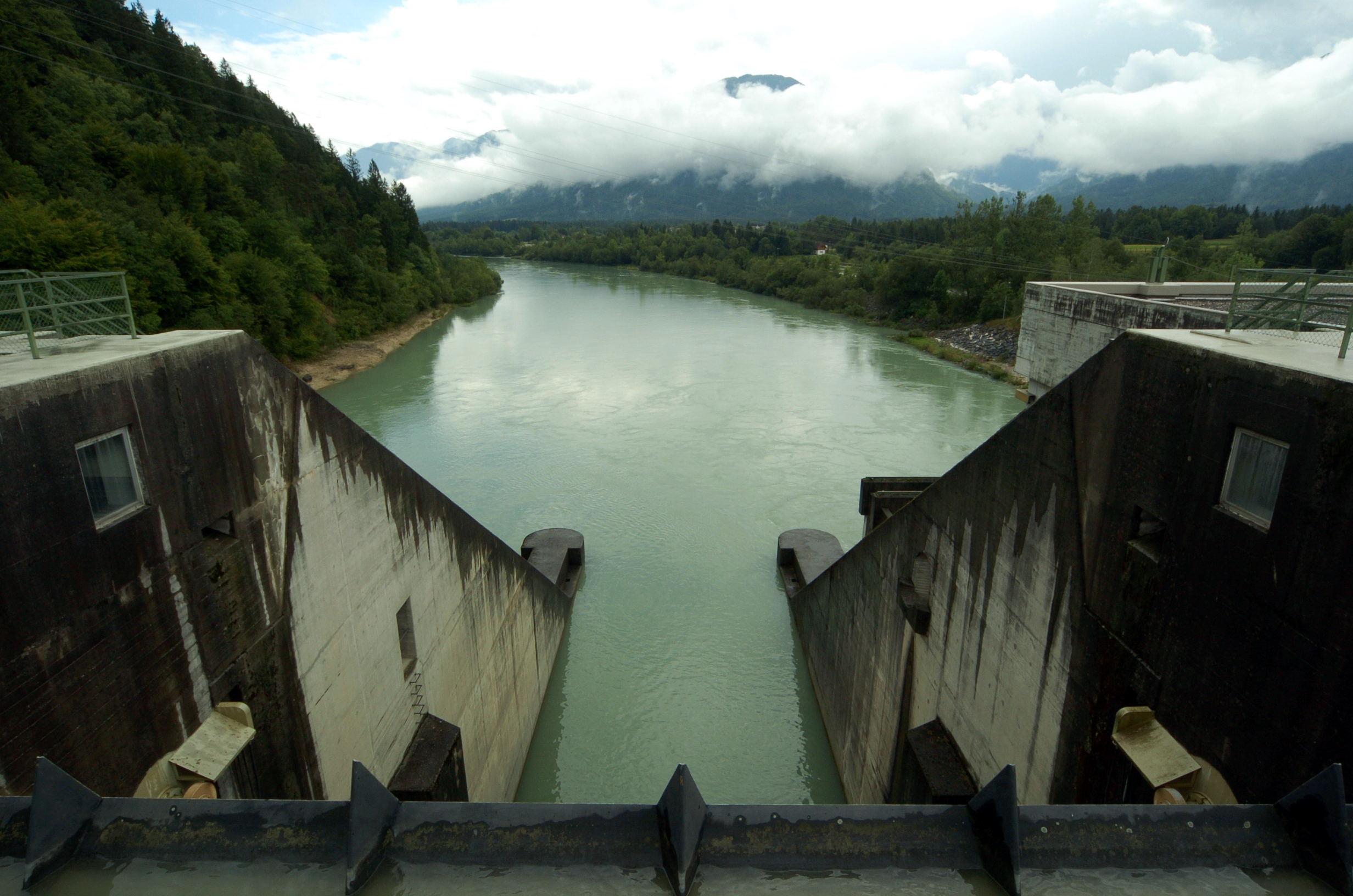
Laufkraftwerk Ferlach-Maria Rain in Reßnig
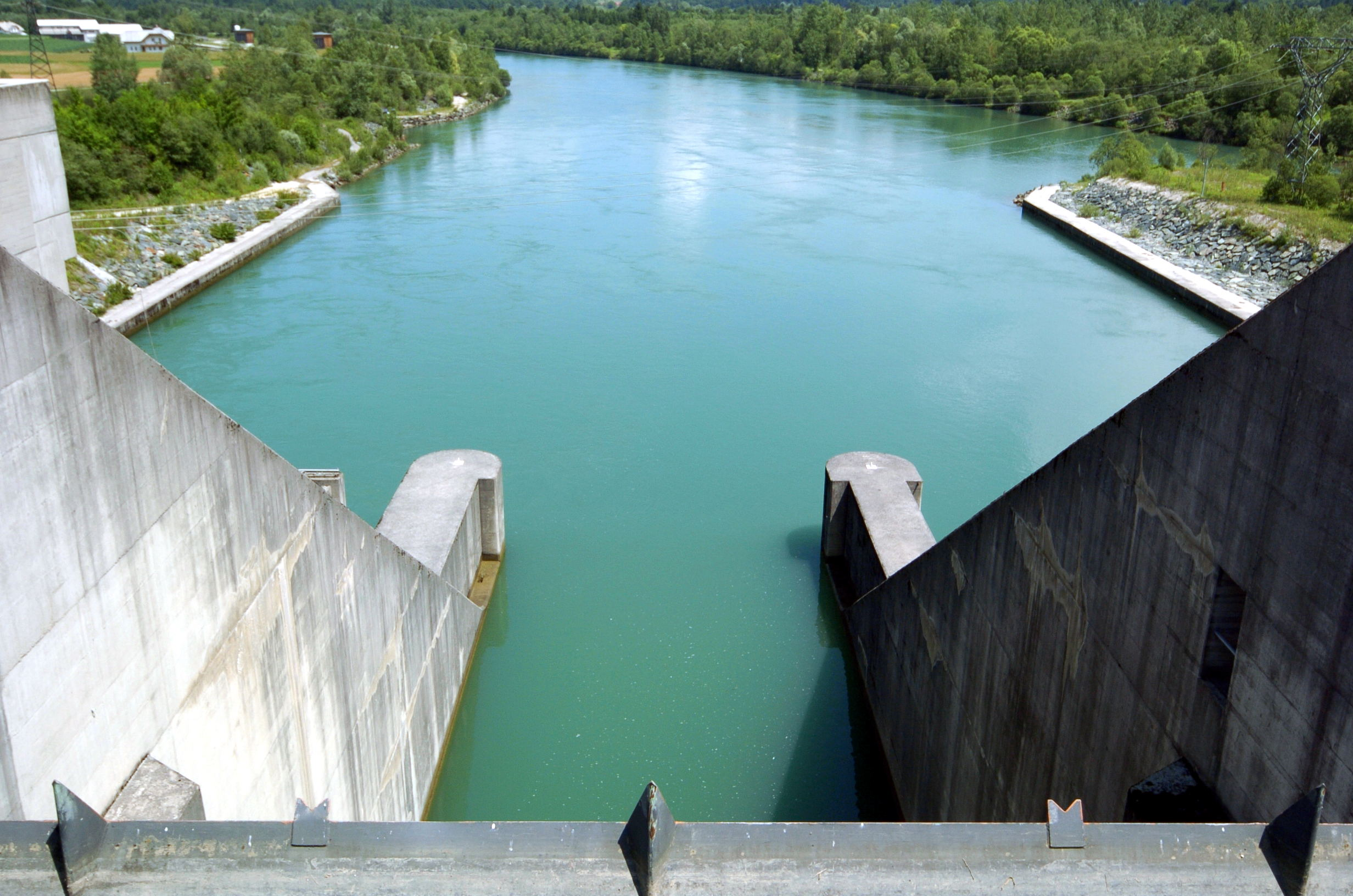
Laufkraftwerk Annabrücke bei Gallizien
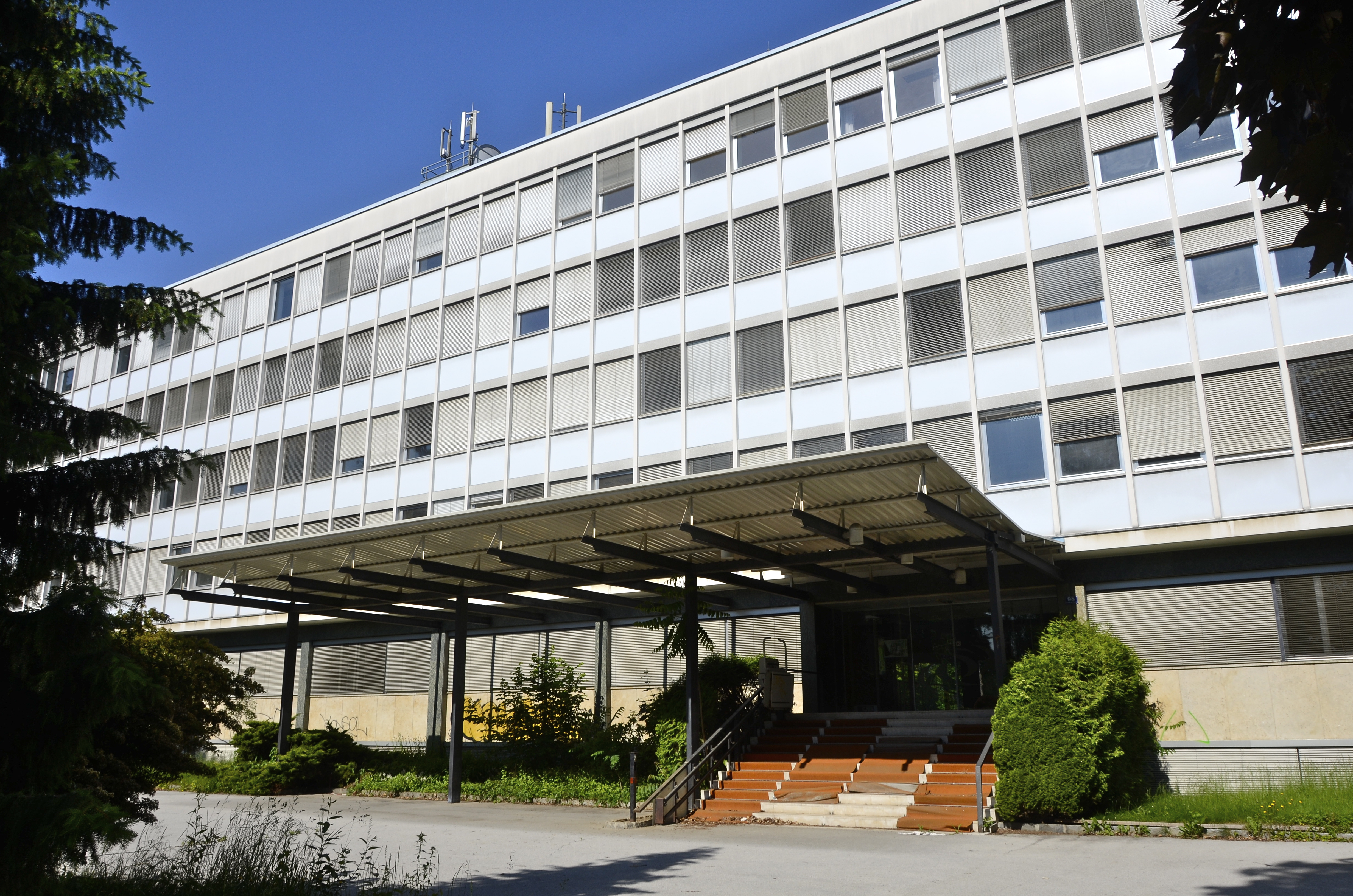
Unternehmenssitz in Klagenfurt
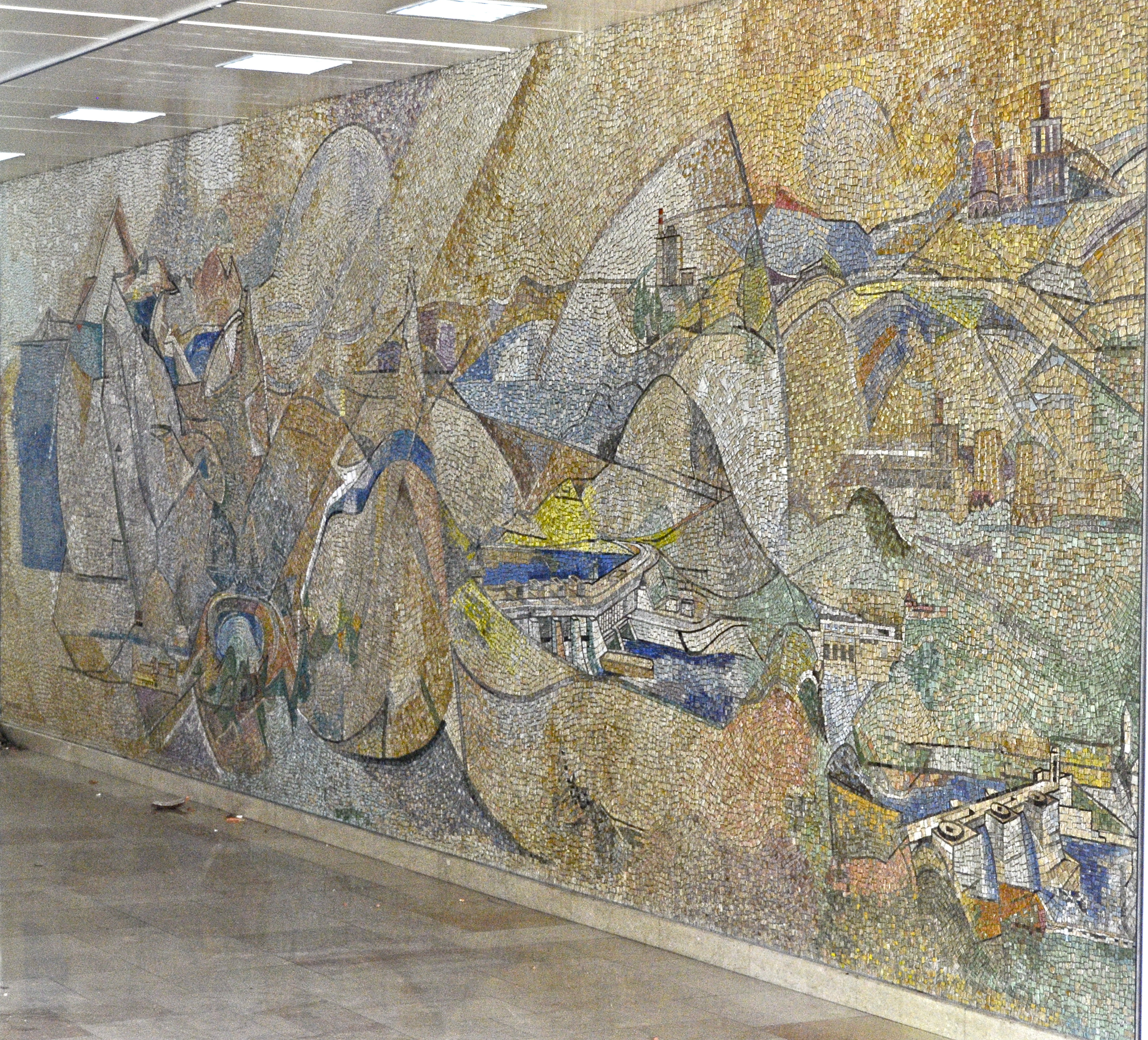
Mosaikfresko Anton Mahringers im ehemaligen ÖDK-Gebäude